# Cleptometopus luteonotatus
Cleptometopus luteonotatus är en skalbaggsart som först beskrevs av Maurice Pic 1925.  Cleptometopus luteonotatus ingår i släktet Cleptometopus och familjen långhorningar. Inga underarter finns listade i Catalogue of Life.